# Alberto Moravia
Alberto Moravia, właśc. Alberto Pincherle (ur. 28 listopada 1907 w Rzymie, zm. 26 września 1990 tamże) – włoski powieściopisarz, nowelista i dziennikarz. Uznawany jest za jednego z najważniejszych pisarzy włoskich XX wieku.
Jego powieści, pisane tradycyjną, realistyczną, zwięzłą techniką ukazują przede wszystkim losy jednostki na tle portretu społeczeństwa.

## Życiorys
Debiutował powieścią Obojętni (Gli Indifferenti, 1929), w której przedstawiał moralny rozkład mieszczaństwa na przykładzie losów matki dwojga dzieci, opisuje włoską burżuazję u progu epoki faszystowskiej. Duży rozgłos zdobyła jego powieść pt. Konformista (Il Conformista, 1951), opowiadająca o postawach ludzkich wobec reżimu Mussoliniego. Utwór został zekranizowany przez Bernarda Bertolucciego w 1970 roku (→Konformista). Pisał głównie powieści psychologiczne i obyczajowe, wypowiadając się przeciw przemocy, hipokryzji i skostnieniu więzi międzyludzkich, zredukowanych jedynie do seksualności.
Był autorem głośnych powieści, z których wiele doczekało się ekranizacji. Jedna z jego powieści Dwie kobiety: Matka i córka (La Ciociara, 1957), sfilmowana przez Vittoria de Sicę w 1960 roku z Sophią Loren (→Matka i córka). Moravia celował w analizie psychologicznej postaci i realistycznym opisie społeczeństwa. Utwory o problematyce moralnej, często silnie nasycone erotyzmem, ukazują odarty z upiększeń portret włoskiego mieszczaństwa.
Inne znane powieści Moravii to m.in. Pogarda (Il disprezzo, 1954), której akcja rozgrywa się w środowisku filmowców w Rzymie i na Capri, przeniesiona na ekran przez Jeana Luca Godarda w 1963 roku (→Pogarda), Nuda (1960), Nieposłuszeństwo (1948), zbiór opowiadań Bought and Sold (1970), A Phallic Novel (1972) i zbiór esejów Which Tribe Do You Belong To?
Wydał również zbiory opowiadań Opowiadania rzymskie (1954) i Raj (1970).
Był również doskonałym eseistą, a swoje poglądy na literaturę zawarł w książce Człowiek jako koniec (1963).
W 1990 roku ukazała się jego autobiografia.
Moravia często podejmował tematy ilustrujące konflikt między kreacją a uczuciowością, związane z apatią i rozpaczą współczesnego człowieka. Jego postacie utraciły wiarę we wszystkie moralne wartości. Jego powieść "Mężowie i kochankowie" (La Villa del venerdì) stała się podstawą scenariusza filmowego, w którym główną bohaterkę zagrała Joanna Pacuła (1992).

## Życie prywatne
Był mężem pisarki Elsy Morante.

## Wybrana bibliografia
Wiele z powieści Alberto Moravii zostało zekranizowanych.
- Gli Indifferenti (1929, Obojętni lub Niezmienni)
- La mascherata (1940, Maskarada)
- I sogni del pigro (Marzenia lenia)
- L'amante infelice (Nieszczęśliwy kochanek)
- Agostino (1945)
- La romana (1947, Rzymianka)
- La disubbidienza (1948, Nieposłuszeństwo)
- L'amore coniugale (1949, Miłość małżeńska)
- Il conformista (1951, Konformista)
- Racconti romani (1954, Opowiadania rzymskie)
- Il disprezzo (1954, Pogarda)
- La ciociara (1957, Matka i córka)
- Nuovi racconti romani (Nowe opowiadania rzymskie)
- La noia (1960, Nuda)
- L'uomo come fine (esej 1963, Człowiek jako cel)
- L'automa (Automat)
- Le ambizioni sbagliate
- L'uomo che guarda (powieść 1985, Mężczyzna, który patrzy)
- L'attenzione (Uwaga)
- Io e lui (Ja i on)
- Boh
- La bella vita (Piękne życie)
- Ieri, oggi, domani (Wczoraj, dziś, jutro)
- Ossessione (Opętanie)
- Racconti d'estate (Letnie opowieści)
- Viaggio a Roma (1989, Podróż do Rzymu)
- La donna leopardo (wydana pośmiertnie powieść 1990, Kobieta Leopard)